# История почты и почтовых марок Афганистана
История почты и почтовых марок Афганистана охватывает развитие почтовой связи в Афганистане в периоды борьбы за независимость и суверенных афганских государственных образований, включая Демократическую Республику Афганистан и сменившее её исламское государство. Эмиссии собственных почтовых марок в этой стране осуществляются с 1871 года, и для них характерны афганские надписи (арабский алфавит) и арабские цифры. Афганистан является членом Всемирного почтового союза (с 1928).

## Развитие почты
История почты Афганистана начинается во второй половине XIX века, когда правитель Кабульского княжества и эмир Афганистана Шир-Али (правил в 1863—1879 годах) сделал ряд преобразований по укреплению центральной власти, увеличению армии и организации развитой афганской почты. В 1870 году первые почтовые отделения были созданы в Кабуле (в Бала-Хиссаре), а также в административном центре каждой провинции страны. По другим данным, почтовые отделения были учреждены в 1871 году в Кабуле, Пешаваре, Джелалабаде и Ташкургане. С этого времени в стране стали оказываться первичные почтовые услуги и эмитироваться почтовые марки. Почта в Британскую Индию направлялась через Чаман. В Кандагаре почтовое отделение было открыто около 1883 года, и почтовый маршрут через него был установлен в 1906 году.
В 1892 году было открыто ещё одно почтовое отделение в Кабуле, а в 1908 году — в Герате. Таким образом, к 1908 году почтовая сеть в Афганистане получила дальнейшее развитие. В 1918 году Главное управление почт, телеграфов и телефонов было включено в Министерство внутренних дел Афганистана, а почтовые отделения были организованы во всех больших городах. В 1925 году была установлена международная почтовая связь между Афганистаном и Британской Индией через расположенный на границе город Торхам.
В 1928 году Главное управление почт, телеграфов и телефонов стало самостоятельным ведомством, и 1 апреля того же года Афганистан вступил в число стран — членов Всемирного почтового союза (ВПС). С 1929 года корреспонденцию в Кандагар и Торхам начали доставлять на автомобилях. Афганская почта к этому времени уже осуществляла доставку писем, почтовых карточек, газет, журналов, другой печатной продукции, пакетов и посылок как внутри страны, так и за её пределы. В 1934 году из сферы управления афганской почтовой администрации был выделен самостоятельный Департамент телефонов и телеграфов, ставший впоследствии основой для создания Министерства связи афганского государства.
В 1973 году был принят закон о почтовой службе в Афганистане. До гражданской войны, начавшейся в 1978 году, Афганистан имел регулярную почтовую связь с большинством европейских и азиатских стран. Здесь функционировали 330 почтовых отделений, а протяжённость внутренних почтово-телеграфных линий составляла 17 000 км.
После длительного перерыва, вызванного гражданской войной и сменой правительств, работа почтового ведомства в Афганистане возобновилось лишь в 2001 году, когда был свергнут режим Талибана.

## Выпуски почтовых марок

### Ранние почтовые марки

#### Эмират Афганистан
Развитие почтовых связей в Афганистане во второй половине XIX века повлекло за собой введение общегосударственных знаков почтовой оплаты. Первые афганские марки были выпущены в 1871 году, во времена Эмирата Афганистан. Это были почтовые знаки трёх номиналов, круглой формы, без зубцов, на которых в круге была примитивно изображена голова тигра, символизировавшего тогдашнего правителя страны — эмира Шир-Али (Шер означает «тигр»). Номиналы марок были указаны арабской вязью вокруг головы тигра. Марки были изготовлены в Кабуле ручным способом, с четырёх печатных форм, различавшихся диаметром и деталями рисунка. В 1872 году первая серия была дополнена марками ещё двух номиналов.
В 1873—1875 годах марки этого типа переотпечатывались ежегодно. Характерной особенностью первых выпусков было указание года по мусульманскому летоисчислению. Всего было издано 18 основных типов марок, и для них существует много разновидностей; например, марки 1873 года (Sc #11, 11A) встречаются по 60 типов каждая.
Дизайн марок оставался практически неизменным до 1878 года, однако их размер постепенно уменьшался. Так, рисунок выходивших в 1876 году марок (10 номиналов) был несколько изменён, а его диаметр уменьшен.
В 1876—1878 годах на территории Афганистана имели хождение оригинальные марки единого образца, которые различались по цвету для каждой провинции:
- Кабульская провинция (центр — Кабул) — марки серого цвета.
- Туркестанская (Мазари-Шарифская) провинция (центр — Мазари-Шариф) — марки чёрного цвета.
- Кандагарская провинция (центр — Кандагар) — марки зелёного цвета.
- Восточная (Нанграхарская) провинция (центр — Джелалабад) — марки фиолетового цвета.
- Гератская провинция (центр — Герат) — марки жёлто-коричневого цвета.

В каждой провинции было издано по 18 марок. Они применялись на том или ином почтамте в Кабуле, Джелалабаде, Хульме (Ташкургане) и других населённых пунктах на всём протяжении почтового тракта Пешавар—Кабул—Хульм.

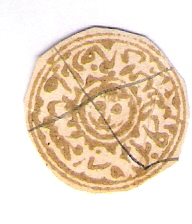
Одна из ранних афганских марок с изображением головы тигра: гашение пером

Одиночные марки в листах из ранних афганских выпусков гравировались индивидуально, поэтому они значительно варьировали в рисунке. Многие выпуски правления Шир-Али в настоящее время легко доступны для коллекционеров, однако некоторые из них могут стоить сотни долларов.
Для раннего этапа развития почты в Афганистане было характерно отсутствие гашения марок штемпелем. При этом первые марки этой страны (1871—1891) при использовании надрывались или надрезались, поэтому лишь некоторые из них встречаются лишь в негашёном виде. Марки, погашенные путём отрыва или отрезания части, являются коллекционно полноценными. В это же время (1871—1880) марки могли также гаситься пальцем, смоченным краской, а с 1881 года марки стали гасить также перечеркиванием пером.

#### Протекторат Великобритании
В 1879 году сын Шир-Али Мухаммед Якуб-хан подписал договор, согласно которому Афганистан стал протекторатом Великобритании. В 1879—1880 годах династия Шир-Али была разбита британцами, и ей на смену пришёл эмир Абдур-Рахман. В следующем году в обращение поступили новые марки, но вместо головы тигра на них были помещены одни надписи, а диаметр рисунка был увеличен (около 26 мм). Марки этого типа неоднократно переиздавались; последний выпуск состоялся в 1891 году. При этом эмиссии 1888—1891 годов были в продаже только в Пешаваре и, по-видимому, предназначались для филателистов. До 1891 года на марках указывалось «Королевство Кабул» в качестве названия государства.
Эра марок круглой формы закончилась в 1891 году, когда вышли прямоугольные почтовые миниатюры с надписью по-арабски «Королевство Афганистан». Отпечатанные на тонированной (аспидно-серой) бумаге, они были трёх типов, но, кроме арабских надписей, не имели никакого специфического рисунка.
Лишь в 1892 году появились марки, рисунок которых включал ворота мечети и перекрещенные пушечные стволы. Печатались эти марки на цветной бумаге, и известно по крайней мере десять основных её вариантов, не считая множества оттенков, однако все разновидности цветной бумаги соответствовали одному и тому же номиналу.
Выпуски 1894 и 1898 годов варьировали в деталях рисунка. На марках 1907 года была изображена мечеть, а на изданных в 1909 году почтовых миниатюрах мечеть была заключена в орнамент в виде восьмиконечной звезды.

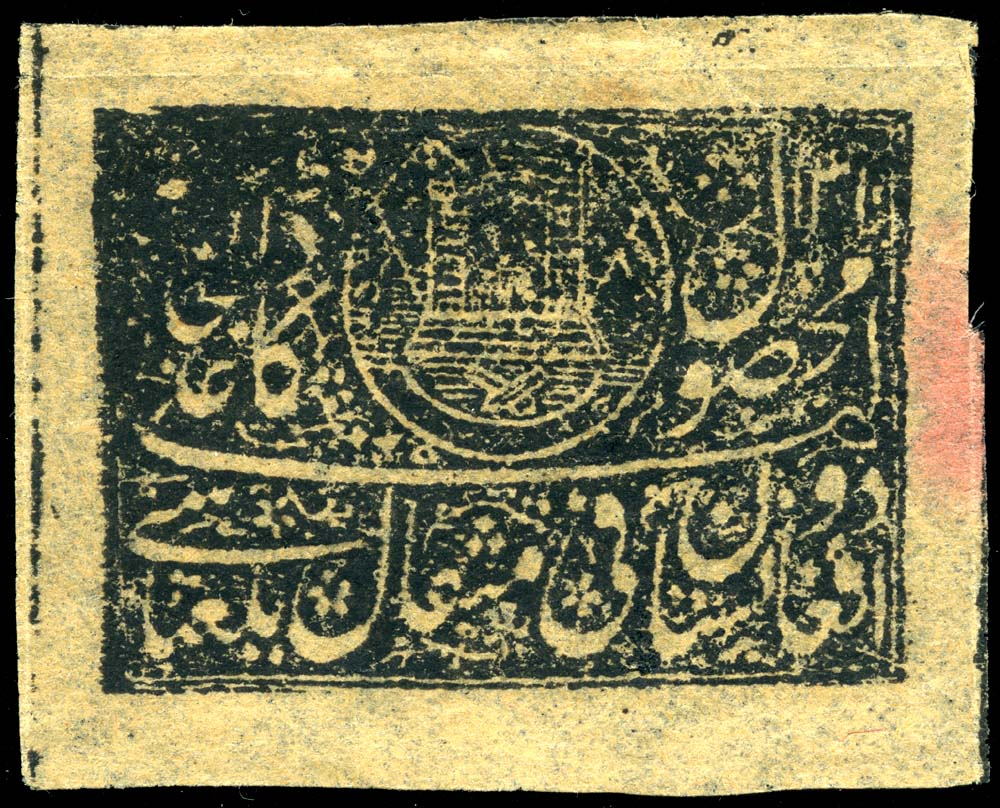
Марка 1892 года (указана дата — «1310») номиналом в 1 абаси (Sc #180)
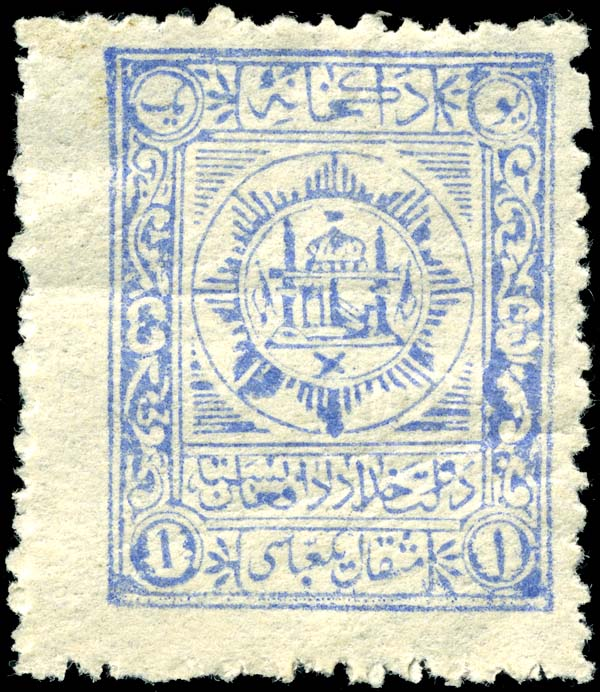
Марка 1909 года номиналом в 1 абаси (Sc #205)

### Королевство Афганистан
После провозглашения независимости Эмирата Афганистан в 1919 году новые афганские марки появились 24 августа 1920 года. На них была запечатлена королевская звезда короля Амануллы-хана. При этом впервые для обозначения на марках номинала были употреблены как латинские буквы, так и арабские. Эти же марки являются первыми афганскими памятными миниатюрами — в честь первой годовщины полной независимости государства.
В 1923 году по случаю четвёртой годовщины независимости на марках 1921 года была вручную произведена надпечатка овальной формы, с помощью трёх различных штампов. Известно множество фальсификатов этого выпуска.
Начиная с 1924 года по меньшей мере одна оригинальная марка выходила ежегодно в феврале, ознаменовывая очередную годовщину независимости Королевства Афганистан, каковым именовалось это государство с 1926 года и после окончательного упразднения эмирата в 1929 году. Эта традиция, за редким исключением (1929—1930), поддерживалась и в дальнейшем, вплоть до 1960-х годов. Рисунки коммеморативных марок, изданных в 1931—1947 годах, подготовил художник Абдулла Гафур Хан Бришна.
Надписи на марках сначала продолжали воспроизводиться только арабским шрифтом, однако на последующих марках до 1927 года — только на языке пушту. 29 октября 1927 года на серии из стандартных марок трёх номиналов дополнительно появились надписи латиницей: сначала на английском языке («Afghan Postage» — «Афганская почтовая оплата»), а затем, в 1928 году, — на французском («Postes Afghanes» — «Афганская почта»; «Postes. Afghanistan» — «Почта. Афганистан»). Это было вызвано фактом присоединения страны в 1928 году к ВПС и необходимостью применять марки на международных почтовых отправлениях; ранее для этой же цели употребляли марки Британской Индии. Практика размещения на марках французских надписей, с некоторыми вариациями (как, например, на выпуске 1939 года), продолжалась до 1989 года.
На этом этапе марки практически повсеместно в стране гасились почтовыми штемпелями. Известно, что в 1939—1941 годах гашение пером могло производиться только в небольших почтовых отделениях ввиду отсутствия там собственных штемпелей.
Почтовые миниатюры Афганистана в 1930-е — 1940-е годы внешне выглядели весьма однообразно, большей частью печатались типографским способом, имели много пустот в дизайне. На этом фоне примечательными были марки стандартных серий 1932 года, с изображением архитектурных памятников, и 1951 года, тонко выгравированные английской фирмой Waterlow and Sons и в основном имевшие портреты короля Мухаммеда Захир-Шаха. Серия 1951 года была первой афганской, печатавшаяся за границей.

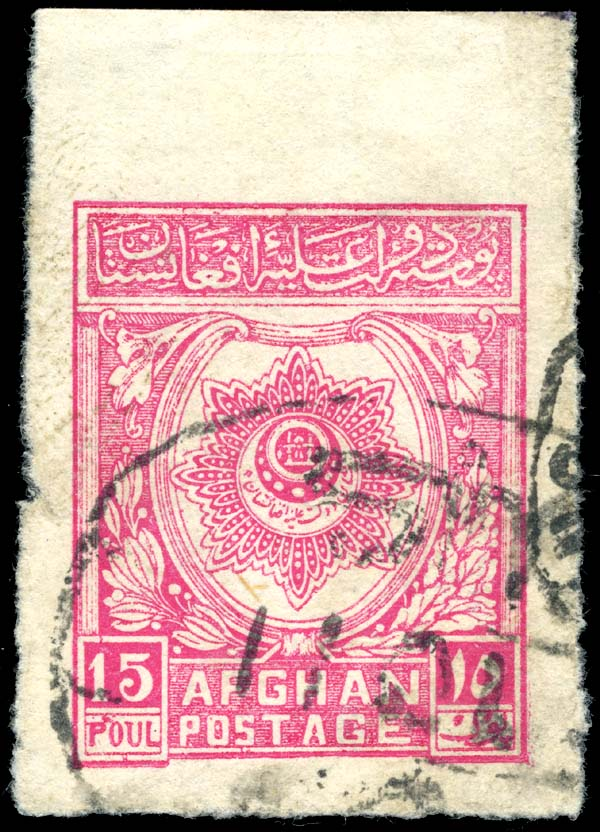
Марка 1927 года номиналом в 15 пулов и надписями на пушту и английском языке (Sc #227)
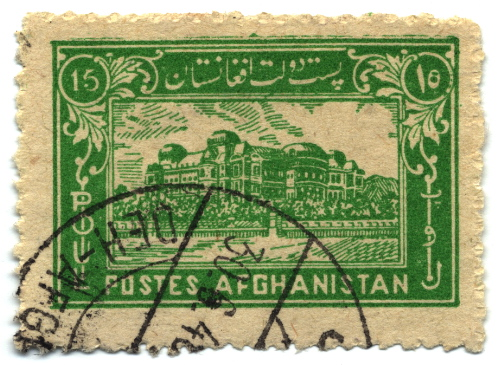
Марка 1939 года номиналом в 15 пулов (Sc #320)
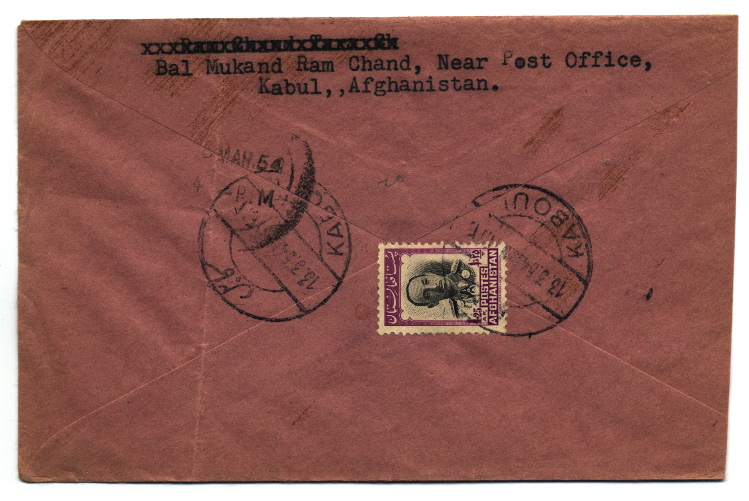
Письмо 1954 года, франкированное маркой 1951 года номиналом в 1,25 афгани (Sc #383)

С 1948 года стали регулярно эмитироваться коммеморативные марки, которые были посвящены 75-летию и 100-летию ВПС, 85-летию афганской почты, юбилеям ООН, Олимпийским играм. Первый почтовый блок был изготовлен в 1960 году.
В 1950-е годы появилось немалое количество беззубцовых афганских марок. Поскольку почтовое ведомство Афганистана продавало такие марки по цене значительно выше величины номинального почтового сбора, подобная практика рассматривалась как преднамеренный способ зарабатывания афганским правительством денег за счёт коллекционеров марок.
По данным Л. Л. Лепешинского, в период с 1871 по 1963 год было выпущено 691 почтовых марок и 37 блоков.
Почтовые эмиссии 1960-х годов уже были мало чем примечательны с филателистической точки зрения. Это было обусловлено, в частности, тем, что в 1961—1964 годах марки Афганистана печатались одним американским филателистическим агентством. В результате на филателистический рынок было вброшено более 400 марок и 50 блоков, как с зубцами, так и без зубцов, а их номиналы не соответствовали величине почтового сбора того времени. В 1964 году договор с этим агентством был расторгнут.

### Демократическая Республика Афганистан
После короткого периода существования Республики Афганистан (1973—1978) была провозглашена Демократическая Республика, во времена которой вначале выпускались марки, в основном посвящённые каким-либо событиям, происходившим в то время в Афганистане. Так, издавались марки в связи с проведением аграрной реформы, празднованием 1 Мая, Международного женского дня, годовщины национально-демократической революции. Серия марок была приурочена к XXII Олимпийским играм в Москве. Специальная коммеморативная марка была выпущена к 110-летию со дня рождения В. И. Ленина 22 апреля 1980 года (Sc #973). Однако в середине 1980-х годов многие эмиссии производились явно с целью продажи филателистам Запада. Так, например, серия 1986 года с изображениями кораблей имела сомнительное отношение к стране, не имеющей выхода к морям.
Гражданская война в Афганистане в конце 1980-х — начале 1990-х годов привела к прекращению выпуска почтовых марок в 1989 году.

### Исламская Республика Афганистан
Производство марок в Афганистане возобновилось лишь после свержения режима Талибана в 2001 году. В течение 1990-х и в начале 2000-х годов в стране официально почтовые марки не издавались (см. подробнее раздел Фальсификации).
Первые марки нового афганского правительства появились в мае 2002 года. Они изображали Ахмада Шаха Масуда, военачальника и национального героя, который участвовал в борьбе против советской оккупации в 1980-х годах и позднее возглавил движение сопротивления против Талибана.

## Другие виды почтовых марок

### Авиапочтовые
Первые авиапочтовые марки были эмитированы в октябре 1939 году. Серия содержала марки трёх номиналов (5, 10 и 20 афгани), на которых был изображён самолёт над Кабулом. Эти марки печатались в двух разных цветах, а также в беззубцовом варианте.
В июне 1948 года эта же серия выходила в изменённых цветах, причём по 100 экземпляров марок каждого номинала и цвета было изготовлено без зубцов.
В 1951 году в обращении появился новый авиапочтовый выпуск, который был отпечатан в Великобритании и в дальнейшем переиздавался в 1954 и 1957 годах. Авиапочтовые марки продолжали издаваться в 1960—1971 годах. Первые памятные авиапочтовые миниатюры вышли в свет в 1962 году. Всего была выпущена 61 марка этого вида.

### Заказные
В 1891—1894 годах впервые вышли в обращение особые марки для заказных отправлений. Самая первая из них печаталась в листах по 110 штук, причём 35-я марка была перевернута по отношению к другим (по типу тет-беш). Всего до 1900 года было выпущено десять марок четырёх рисунков для заказных писем.

### Служебные
В 1909—1954 годах в обращении находились служебные марки, которые употреблялись только в пределах Афганистана. До 1963 года было выпущено шесть таких марок. В 1964—1968 годах появилось ещё несколько служебных марок; за всю историю афганских почтовых выпусков каталог «Скотт» насчитывает восемь служебных марок и три разновидности.

### Посылочные
В 1909—1929 годах издавались посылочные (пакетные) марки. При этом в 1928—1930 годах появились марки в 2 и 3 афгани, которые были отпечатаны в листах из четырёх марок в виде двух вертикальных тет-бешей. По сведениям Л. Л. Лепешинского, было выпущено 16 пакетных (посылочных) марок, тогда как в каталоге «Скотт» их указано 20.

### Почтово-налоговые
В 1938—1954 годах эмитировались почтово-налоговые марки, в частности, в фонд борьбы против рака (1938) и фонд помощи детям (1949—1954). Первые наклеивались на почтовые отправления 22—28 декабря 1938 года, а остальные — 28 мая соответствующего года. Всего было выпущено 15 марок для сбора средств на указанные цели, причём четыре из них были в двух вариантах — с зубцами и без зубцов.
Помимо этого, в 1949—1959 годах выходили почтово-налоговые марки и для других сборов.

### Почтово-благотворительные
Л. Л. Лепешинский сообщает о двух почтово-благотворительных марках, но речь в этом случае может идти о каких-то отдельных выпусках из числа почтово-налоговых.

### Для почтовых карточек
Существовали также марки для почтовых карточек, выходившие с 1913 года.

### Почтово-гербовые
Л. Л. Лепешинский упоминает, кроме того, о двух «гербово-почтовых» марках (вероятно, почтово-гербовых).

## Местные выпуски

### Марки антиправительственного восстания
В 1929 году, во время антиправительственного восстания, были произведены вручную надпечатки на афганских марках 1927—1928 годов, для чего использовалась круглая печать. Надпечатанными оказались почтовые марки восьми номиналов (три из них с зубцами и без зубцов), одна служебная и одна посылочная. Позднее в спекулятивных целях распространялись марки с надпечатками на эмиссиях 1929—1930 годов, выполненные настоящим штампом.

### Мазари-Шариф
Весной 1925 года в городе Мазари-Шариф случилась нехватка почтовых марок, в связи с чем почтмейстер распорядился использовать гербовые марки номиналом в 1 шахи вместо почтовых марок в 5 пулов. За пересылку простого письма нужно было платить 10 пулов, поэтому письма франкировались двумя подобными марками. Эти марки встречаются погашенными только штемпелем почтового отделения Мазари-Шариф, однако имеются и фальшивки — с другими штемпелями. Хождение гербовых марок ограничивалось периодом с августа 1925 до лета 1926 года.

## Афганская почта в Пешаваре
С 1925 года на территории Британской Индии, в Пешаваре (ныне Пакистан), располагалось афганское почтовое отделение. При этом корреспонденция, направлявшаяся в Афганистан и оплаченная марками Британской Индии, дополнительно франкировалась афганским марками. В качестве последних применялись почтовые или посылочные марки Афганистана 1921 года выпуска, на которых в 1925 году была сделана ручная надпечатка специальным штампом овальной формы с надписью. Надпечатку ставили на две почтовые марки и на каждую посылочную.

## Фальсификации
На филателистическом рынке получили распространение фальшивые марки, которые были отпечатаны якобы от имени Афганистана, но отрицаются официальной почтовой администрацией Афганистана. Так, на одной из подобных многочисленных марок был помещён даже портрет Усамы бин Ладена с надписью по-английски «USAMA BIN LADEN IS WANTED FOR $10000000» («Разыскивается Усама бин Ладен за 10 млн долларов»). Почтовое ведомство страны неоднократно оповещало об этих незаконных, спекулятивно-фантастических эмиссиях руководящие органы ВПС. В 2000 году афганские почтовые власти уведомили ВПС о том, что с 1989 года в стране не было издано ни одной почтовой марки и, следовательно, все знаки почтовой оплаты, выпущенные начиная с 1989 года являются нелегитимными.